# Rudolf Engelmann
Friedrich Wilhelm Rudolf Engelmann, född 1 juni 1841 i Leipzig, död där 28 mars 1888, var en tysk astronom. Han var son till Wilhelm Engelmann och bror till Theodor Wilhelm Engelmann.
Engelmann var 1863–1874 observator vid observatoriet i Leipzig och ägnade sig därefter åt affärsverksamhet, men fortsatte vid sidan av detta med sina astronomiska arbeten. Hans observationer av dubbelstjärnor är av högt värde. Han inlade stor förtjänst genom att utge en samlad upplaga av Friedrich Wilhelm Bessels avhandlingar samt verket Newcomb-Engelmanns populäre Astronomie (1881; tredje upplagan, utgiven av Hermann Carl Vogel, 1905).